# Петершуле (гимназия, 1990)
Немецкая гимназия «Петершу́ле» (нем. Peterschule) — негосударственное образовательное учреждение, расположенное в Красногвардейском районе Санкт-Петербурга. Основана в 1990 году, учредители позиционировали гимназию как продолжателя традиций старейшей Санкт-Петербургской школы Петришуле, что неоднократно вызывало протесты выпускников и сотрудников последней. В 2001 году открыт филиал начальной школы в посёлке Воейково Лениградской области.
Гимназия специализируется на углублённом изучении гуманитарных дисциплин, в частности, немецкого языка и культуры. В начальных классах преподаются основы учений главных христианских деноминаций. Петершуле неоднократно входила в число петербургских школ с самым высоким средним баллом ЕГЭ. В 2013 году гимназия удостоена награды Санкт-Петербургского конкурса инновационных продуктов за внедрение в учебный процесс инновационной образовательной программы.
По сообщениям СМИ, в 1990-е годы в гимназии обучались дочери Владимира Путина.